# Pyramiden (film)
Pyramiden är en svensk actionfilm film från 2007 i regi av Daniel Lind Lagerlöf baserad på Henning Mankells polis Kurt Wallander, här spelad av Rolf Lassgård.

## Handling
Filmen utspelar sig mitt i vintern i Ystad och huvudpersonen är den medelålders polismannen Kurt Wallander, som denna gång utreder en knarkhärva. Det börjar med att hans egen guddotter Eva påträffas död efter att ha tagit en överdos. Det visar sig att heroinet är ovanligt starkt och Kurt börjar nu sitt sökande efter dem som står bakom narkotikan. Men han har ett stort problem. Hans chef låter honom inte leta efter den person som han misstänker har sålt det nya heroinet, utan hon vill att de ska leta efter en annan knarklangare som heter Yngve Holm. Men Kurt trotsar chefens order och åker gång på gång till Malmö för att försöka reda ut fallet. Till slut får han tag på den person han misstänkt. Han tar några kort på honom och visar dem för sin guddotters väninna Emma som varit knarklangare. Hon tar med Kurt till en vän som säger sig ha sett mannen. Mannen på fotot heter Heinrich Böle. Wallander tycker sig känna igen Böle från ett tidigare mord på guddotterns mamma, där gärningsmannen inte hittats.

## Rollista
- Rolf Lassgård – Kurt Wallander
- Marie Richardson – Maja Thysell
- Lars Melin – Martinsson
- Kerstin Andersson – Lisa Holgersson
- Gunilla Abrahamsson – Emilia
- Anders Palm – Nyberg
- Dag Elfgren – Böhle
- Lia Boysen – Emma
- Moa Gammel – Eva
- Gustaf Skarsgård – Unge Kurt Wallander
- Mats Andersson – Förhörsledare
- Johan Rabaeus – Yngve Holm
- Tommy Andersson – Frank, torped